# Michel III d'Alexandrie
Michel III d'Alexandrie est un patriarche d'Alexandrie de l'Église copte de 880 au 16 mars 907

## Contexte
Il est couronné patriarche le 30e de Baramouda de l'an 596 A.M. du calendrier copte soit le 24 avril 880. Après sa mort le 20e jour de Baramouda 623 (16 mars 907), le trône patriarcal demeure vacant pendant 4 années.